# Stenophragma ochracea
Stenophragma ochracea är en tvåvingeart som beskrevs av Freeman 1951. Stenophragma ochracea ingår i släktet Stenophragma och familjen svampmyggor. Inga underarter finns listade i Catalogue of Life.